# Huyton
Koordinaten: 53° 25′ N, 2° 50′ W
Huyton (auch: Huyton-with-Roby) ist ein zum Metropolitan Borough of Knowsley, der östlich an Liverpool angrenzt, gehörendes Stadtviertel. Huyton liegt rund 10 km östlich von Liverpools Stadtzentrum an der Straße nach St Helens und gehört verwaltungstechnisch zu Merseyside. Das Gebiet grenzt im Westen an Liverpool, im Süden verläuft die Autobahn M62 Liverpool-Manchester, während im Norden und Osten die M57, die als östlicher Autobahnring Liverpools dient, die Grenze markiert. In Huyton leben rund 55.000 Einwohner.

## Geschichte
Bis zur Mitte des 20. Jahrhunderts war Huyton, das im Domesday Book als Hitune erwähnt wird, eine ländlich geprägte Gegend in Lancashire. Während des Zweiten Weltkriegs befand sich hier ein Internierungslager für „Enemy Alien“ – unter anderen waren hier der  spätere DDR-Kulturpolitiker Kurt Hager, der Kunsthistoriker Nikolaus Pevsner und der Schriftsteller Kurt Barthel inhaftiert. Der österreichische Komponist Hans Gál ebenfalls, er schrieb seine Musik "Huyton Suite". Später diente dieses Lager als Kriegsgefangenenlager. In den 1950er und 1960er Jahren entstanden hier Wohnviertel für Pendler, die in Liverpool arbeiteten; das Stadtzentrum trägt aber bis heute die Bezeichnung the village, die an die dörfliche Vergangenheit erinnert. 1974 wurde Huyton im Rahmen einer Verwaltungsreform aus Lancashire ausgegliedert und zu Merseyside geschlagen.

## Infrastruktur
Huyton verfügt über einen Bahnhof an der Linie Liverpool-Manchester, der ältesten öffentlichen Eisenbahnlinie der Welt. Außerdem gibt es in Huyton ein College, das Knowsley Community College, sowie 4 Oberschulen und 17 Grundschulen. Im Zentrum des Stadtviertels befindet sich ein großes Walmart-Einkaufszentrum.

## Neueste Geschichte
Huyton geriet 2005 in die Schlagzeilen durch die Ermordung des Schwarzen Anthony Walker durch weiße Rassisten.

## Persönlichkeiten
- Rex Harrison (1908–1990), Schauspieler, geboren in Huyton
- John McCabe (1939–2015), Komponist, geboren in Huyton
- Brian Labone (1940–2006), Fußballspieler, starb in Huyton
- Freddie Starr (1943–2019), Comedian, geboren in Huyton
- Alan Bleasdale (* 1946), Autor von Fernsehdramen
- Phil Redmond (* 1949), Fernsehproduzent
- Peter Reid (* 1956), Fußballspieler, geboren in Huyton
- Lee Mavers (* 1962), Sänger von The La's, lebt in Huyton
- Alicya Eyo (* 1975), Schauspielerin; geboren in Huyton
- Lee Trundle (* 1976), Fußballspieler
- Steven Gerrard (* 1980), Fußballspieler, wuchs in Huyton auf
- Tony Hibbert (* 1981), Fußballspieler
- Joey Barton (* 1982), Fußballspieler
- David Nugent (* 1985), Fußballspieler